# エヴリ・ウィッチ・ウェイ
エヴリ・ウィッチ・ウェイ（Every Which Way）は、元ザ・ナイスのドラマーのブライアン・デヴィソンによって1970年に結成されたイングランドのロック・グループである。

## 略歴
1970年4月、キーボード・トリオのザ・ナイスは解散した。デヴィソンは、グラハム・ベル（ボーカル）、アラン・カートライト（ベース）、ジョン・ヘドリー（ギター）、ジェフリー・ピーチ（サクソフォーン、フルート）と「エヴリ・ウィッチ・ウェイ」を結成した。
同年10月にカリスマ・レコードからデビュー・アルバム『エヴリ・ウィッチ・ウェイ』を発表した。しかしデヴィソンとベルとの間に音楽上の対立が生じてベルが脱退。次いでヘドリーも脱退したので、彼等は1971年の春先に解散した。

## メンバー
- ブライアン・デヴィソン（Brian Davison） – ドラム、パーカッション
- グラハム・ベル（Graham Bell） – ボーカル
- アラン・カートライト（Alan Cartwright） – ベース
- ジョン・ヘドリー（John Hedley）[2] – ギター
- ジェフリー・ピーチ（Geoffrey Peach）[3] – サクソフォーン、フルート

## ディスコグラフィ

### アルバム
- エヴリ・ウィッチ・ウェイ - Brian Davison's Every Which Way (1970年、Charisma)[5]